# Aeonium septentrionale
Aeonium septentrionale är en fetbladsväxtart som beskrevs av Bañares, C.Ríos. Aeonium septentrionale ingår i släktet Aeonium och familjen fetbladsväxter. Inga underarter finns listade i Catalogue of Life.